# San Vicente de la Sonsierra
San Vicente de la Sonsierra is een gemeente in de Spaanse provincie en regio La Rioja met een oppervlakte van 48,56 km². San Vicente de la Sonsierra telt 1.008 inwoners (1 januari 2016).